# 박재훈 (배우)
박재훈(1971년 6월 8일 ~ )은 대한민국의 배우 겸 대학 교수이다.

## 생애
경기도 부천에서 출생하여 지난날 한때 경상북도 영일을 거쳐 경상북도 포항에서 잠시 유아기를 보낸 적이 있는 그는 이후 서울에서 성장하였다. 1991년 모델 라인 28기로 첫 데뷔하였고, 1994년 MBC 문화방송 특채 탤런트로 방송계에 정식 데뷔하였다.
2001년 R&B 보컬 음악 그룹 '슈라'의 구성원으로 활동하였다. 이후 2009년 솔로 1집 음반 발표 등을 통해 록 트로트 가수 활동을 하였다.
대한민국 레슬링 국가대표였던 박혜영과 2007년 결혼하였지만 성격차이로 인하여 2018년 6월 11일 이혼하였으며, 그녀와의 사이에 1남 1녀를 두었다. 서울예술실용전문학교 출강을 거쳐 한양대학교에 출강하고 있다.

## 학력
- 1984년 대해국민학교 졸업
- 1987년 용산중학교 졸업
- 1990년 용산고등학교 졸업
- 1996년 연세대학교 체육교육학과 학사
- 2009년 홍익대학교 공연예술대학원 뮤지컬학과 예술학 석사
- 2020년 호서대학교 벤처전문대학원 정보경영학과 경영학 박사

## 출연작

### 드라마
- 《마지막 승부》(1994년, MBC) - 마이클 최(최욱) 역
- 《짝》(1994년, MBC) - 고등학교 축구 팀 코치이자 체대 휴학생 역 (카메오 출연)
- 《느낌》(1994년, KBS) - 한준의 동갑내기 친구 김석장 역
- 《딸부잣집》(1994년, KBS) - 넷째 딸 권우령의 남자친구 정효식(전직 농구 선수) 역
- 《째즈》(1995년, SBS) - 김우진 역
- 《찬란한 여명》(1995년, KBS) - 유성준 역
- 《파파》(1996년, KBS)
- 《부자유친》(1996년, SBS) - 강치후 역
- 《컬러 - 화이트》(1996년, KBS)
- 《슈팅》(1996년, KBS) - 장준(닥터 J) 역
- 《남자 셋 여자 셋》(1997년, MBC) - 문화대학교 신문방송학과 2학년 학생 이방원 역 (카메오 출연)
- 《남자 셋 여자 셋》(1998년, MBC) - 문화대학교 사회체육학과 3학년 학생 박창호 역 (카메오 출연)
- 《애드버킷》(1998년, MBC) - 서울지검 특수부 신철환 수사관 역
- 《잘난 걸 어떡해》(2001년, KBS) - 영어 강사 박재훈 역 (카메오 출연)
- 《해변으로 가요》(2005년, SBS)
- 《산부인과》(2010년, SBS) - 쌍둥이 아빠 역 (특별출연)
- 《라이어 게임》(2014년, tvN) - 구인기 역
- 《미스 하이에나》 (2014년, 네이버TV) - DKNY 멤버2 역 (특별출연)
- 《귀신 보는 형사 처용 2》(2015년, OCN) - 양현모 역
- 《뱀파이어 탐정》(2016년, OCN) - 라울(라재욱) 역

### 영화
- 《아찌 아빠》(1995년)
- 《리베라 메》(2000년) - 정종구 역
- 《청담보살》(2009년) - 힙합 그룹 역
- 《꿈은 이루어진다》(2010년) - 남측수색대 7 역
- 《회초리》(2011년) - 재도 역
- 《차이나 블루》(2012년) - 윤식 역
- 《좀비스쿨》(2014년) - 지도교사 역
- 《밀애》(2014년) - 카메라샵 역
- 《욕망의 독: 중독》(2014년) - 환자 1 역
- 《환상》(2014년) - 찬수 역
- 《권법형사: 차이나타운》(2015년) - 노숙자 1 역
- 《은밀한 방문자》(2015년) - 영민 역
- 《숲속의 부부》(2018년) - 호텔 마약남 역
- 《신 전래동화》 (2018년) - 관우 역

### 뮤지컬
- 1995년 《아가씨와 건달들》 - 스카이 마스터슨 역(남자 주연)
- 2001년 《파이브 미니츠》

### 연극
- 1996년 《오셀로》 - 오셀로 역(주인공)

### 텔레비전 프로그램
- 《스타부부쇼 자기야》(2009년 ~ , SBS)
- 《결혼은 미친 짓이다》(2009년 ~ , SBS E!tv)

### 라디오 프로그램
- 2016년 EBS FM 《EBS 책 읽는 라디오 낭독 시리즈》

### 광고
- (주)죠닉코리아 죠닉에어 (with 손지창, 김민종)
- 빙그레 요플레 욥

## 음반
- 《Mistery》(2001년, 그룹 '슈라' 명의)
- 《줄까 말까》(2009년, 솔로 1집)